# Frontera entre Veneçuela i Colòmbia
La frontera entre Veneçuela i Colòmbia és un límit internacional continu de 2.219 quilòmetres que separa als territoris de tots dos països, amb un total de 603 fites que demarquen la línia divisòria. És la frontera més llarga que ambdues nacions posseeixen amb alguna altra.
La frontera, almenys en la seva part terrestre, va anar fonamentalment demarcada per mitjà de dos tractats: el Laude Arbitral Espanyol de la Reina Maria Cristina de 1891 i el Tractat de Límits i de Navegació Fluvial de 1941. Tanmateux encara persisteix el conflicte per la definició de la frontera en el golf de Veneçuela, la qual cosa fa que es ressentin les relacions diplomàtiques entre tots dos països.

## Història
L'intent de definir les fronteres de Colòmbia i Veneçuela es remunta a l'època en la qual ambdues nacions eren colònies d'Espanya. En ser separada la Capitania General de Veneçuela del Virregnat de Nova Granada per mitjà de la reial cèdula del 8 de setembre de 1777, la definició de les seves fites es va fer de forma imprecisa, tan sol assignant a una o una altra les diferents províncies que les componien.
Aquest fet, sumat al descobriment de perles en les costes de la província de Riohacha, va portar diverses disputes entre Veneçuela i la Nova Granada per la pertinença d'aquesta província. Per dirimir la qüestió es va redactar la reial cèdula del 13 d'agost de 1790 en la qual es va ordenar segregar de la província de Riohacha l'establiment de Sinamaica i agregar-lo a la província de Maracaibo a la Capitania General de Veneçuela. L'1 d'agost de 1792 es va dur a terme la transferència d'aquest territori.
Una segona temptativa de demarcar les fites internacionals es remitent a la fragmentació de la Gran Colòmbia, que incloïa l'actual Veneçuela, Colòmbia, Equador i Panamà. En 1829, Veneçuela es va separar, exemple seguit per Equador en 1830. Les províncies restants van formar la República de la Nova Granada.
Després d'aquesta ruptura i durant gran part del segle xix, Colòmbia en cadascuna de les seves constitucions definia els seus límits com els mateixos que l'any de 1810 dividien el territori del Virregnat de Nova Granada del de les Capitanies generals de Veneçuela i Guatemala, i del de les possessions portugueses del Brasil. Per la seva banda Veneçuela també promulgava en les seves constitucions el mateix principi, però usat des d'una perspectiva diferent, hagut de, en part, a la poca informació de les fites entre les nacions.
A través de l'aplicació d'aquest principi (anomenat Uti possidetis iure), Colòmbia determinava la seva frontera amb Veneçuela de la següent manera:

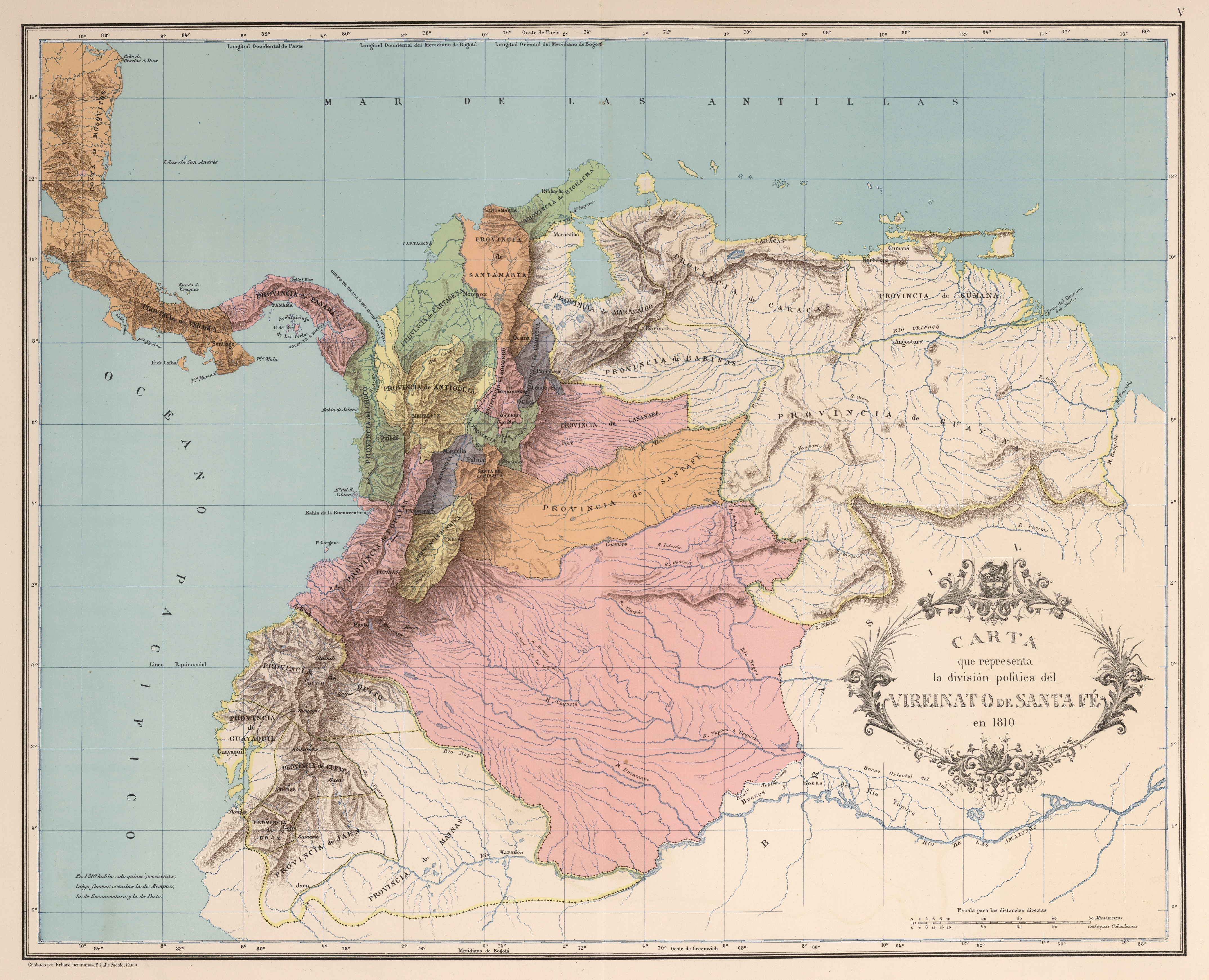
Virregnat de Nova Granada en 1810.

| « | «Límits particulars entre Colòmbia i Veneçuela» Des del turó Cupí, línia recta tallant el braç Maturaca, fins a la pedra del Cocuy al riu Negro; per aquest riu, aigües amunt, fins a la boca del braç Casiquiari; aquest avall fins a la seva entrada a l'Orinoco; per aquest riu seguint el seu curs fins a la confluència del Meta; per aquest riu, aigües amunt, fins a l'antic Apostadero. D'aquí línia recta al Nord, vorejant per l'Occident la llacuna del Término, fins a donar amb el riu Arauca en el Pas del Viento, punt que queda en un mateix meridià amb l'antic Apostadero; pel riu Arauca, aigües amunt, fins a la part occidental de la gran llacuna o desparramadero del Sarare. De seguida va la línia directament al Nord fins a trobar el riu Nula i per aquest fins a les seves capçaleres en un branc de la serralada oriental dels Andes. Pels cims vessants d'aquesta serralada fins a l'Erm de Tamá. D'aquí cap al Nord seguint les aigües del riu Táchira fins a la seva confluència amb el Pamplonita; pel curs d'aquests dos rius units fins a la boca de la quebrada Don Pedro. Pel llit d'aquesta quebrada a dalt fins al seu naixement; d'aquí cap al Nord pels cims de la regió muntanyenca fins a trobar les capçaleres de la quebrada China, i pel seu curs fins a la seva desembocadura en el riu Guarumito; aquest riu, aigües avall, fins a la seva confluència amb el de la Grita, i per aquest fins al Zulia. D'aquest punt cap al Nord-oest travessa la frontera un territori desert passant per la unió dels rius Tarra i Sardinata fins a trobar la desembocadura del riu Oro en el Catacumbo; pel llit d'aquell fins a les seves capçaleres occidentals en la serra de Motilones. Pels cims d'aquesta serra i per les de la serra de Perijá fins a les capçaleres del riu Socui; pel curs d'aquest riu fins a la seva confluència amb el Guazare, que units formen el riu Limón; per aquest riu, aigües avall, fins a la seva desembocadura en la llacuna de Sinamaica; per la vora oriental d'aquesta llacuna fins a trobar la del Gran Eneal, i d'aquí línia recta a la boca de la rierol Paijana a l'ancorada de Calabozo. | » |

Per la seva banda, per aquella època Veneçuela determinava que les seves fites amb la Nova Granada de la següent forma, tal com ho va recollir Agustín Codazzi al seu Resumen de la Geografía de la República de Venezuela, publicay en 1840:

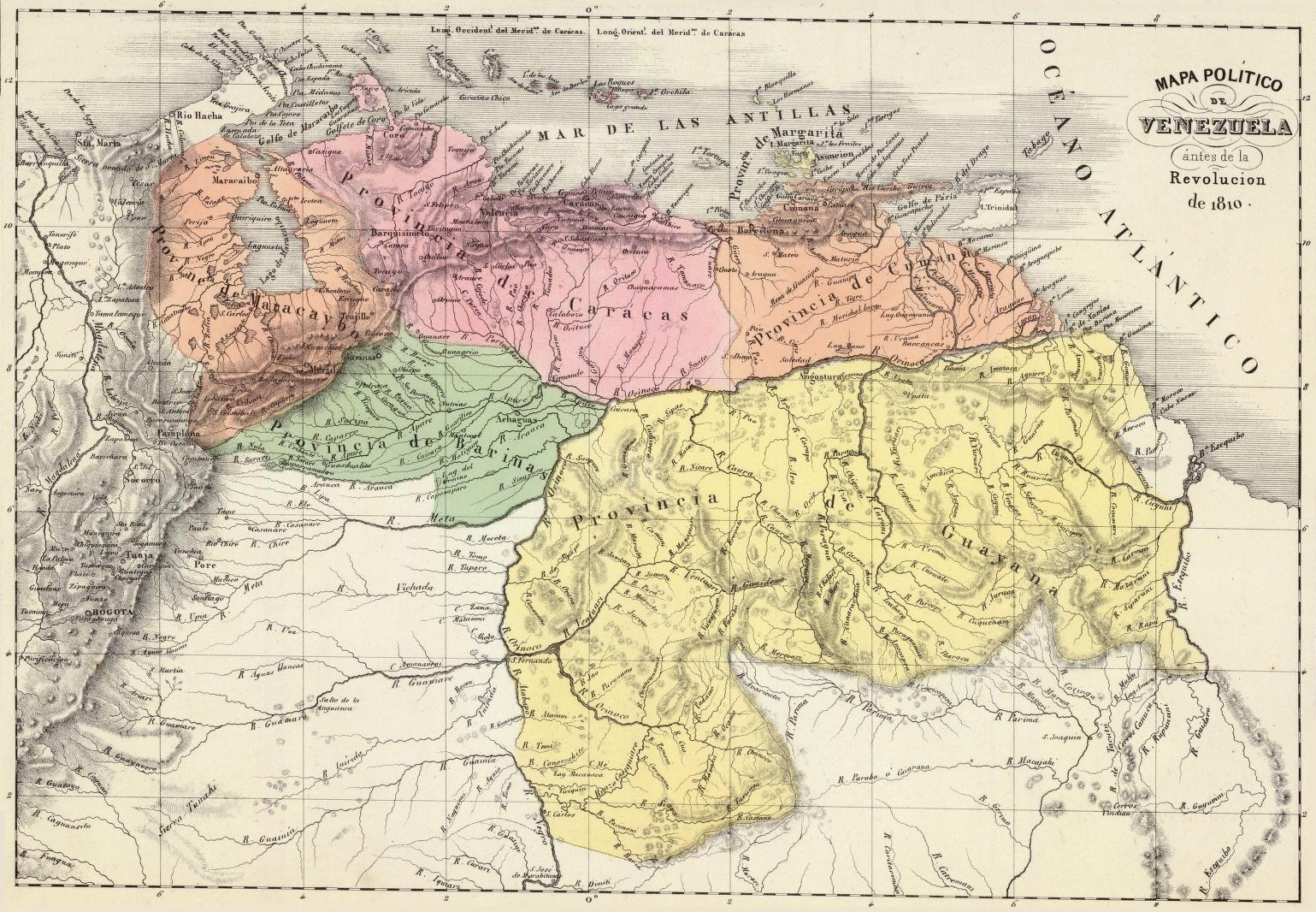
Capitania General de Veneçuela en 1810.

| « | «Límits de Veneçuela en 1810» Si s'entén els tractats celebrats entre Espanya i Portugal en 1 d'octubre de 1777 i en 11 de novembre de 1778, en la capçalera del riu Apaporis, latitud 1° 16' S i longitud 2° 15' O, haurien de coincidir les fronteres de Veneçuela, Nova Granada i l'Equador; i si fos així, la línia recta que parteix límits entre la Nova Granada i Veneçuela pel Meridià del Pas del Viento vindria a donar dues llegües més a baix de les boques de l'Apaporis, en la cascada Cupatí. Últimament, pel que fa a la Nova Granada, s'observa que el baró de Humbolt fixa els seus límits en el riu Calancala, arreglant-se sense dubtes en les cartes de Fidalgo que fan concloure allí la província de La Hacha, de la mateixa manera que en Punta Espada la de Maracaibo, denominat el país intermedi província Goajira. De la qual s'infereix que aquesta, segons ell, no pertanyia a cap dels dos governs limítrofs; però si s'atén a altres autors que han escrit sobre Veneçuela, com Oviedo, es veu que el rei va concedir als primers descobridors el terreny des de Maracapana fins al Cap de la Vela; així també van ser aquests els límits dels Belzares, i erigida Veneçuela en província, va conservar aquell territori. Corrobora aquesta idea el que va escriure el cèlebre granadí José de Caldas sobre la geografia del seu país i que va publicar en el Setmanari de 1808, parlant dels límits de la Nova Granada diu així: "Toca en la serralada de Cúcuta, busca les capçaleres del Táchira, segueix el seu curs fins a la seva embocadura a San Faustino, travessa fins a les muntanyes de Motilones i Goajiros, i seguint aquestes va a acabar en el Cap de la Vela." | » |

A causa que ambdues parts interpretaven el principi de l'uti possidetis de manera diferent, el general veneçolà José Antonio Páez va formar una comissió per normalitzar les seves relacions amb la República de Nova Granada, particularment amb dos objectius: la redistribució del deute de la Gran Colòmbia i la celebració d'un acord que segellés de manera definitiva l'amistat entre tots dos països, reglamentés el seu comerç i fixés formalment les seves fronteres. És així com el 6 de maig de 1833 Paéz comissiona al seu secretari d'Hisenda i Relacions Exteriors, Santos Michelena, com a representant a Bogotà per gestionar aquests assumptes davant el govern neogranadino. Michelena es va presentar davant el president de la república, el general Francisco de Paula Santander el 29 d'agost de 1833, qui al seu torn va designar al seu secretari d'Interiors i Relacions Exteriors Lino de Pombo com l'encarregat de realitzar les negociacions.
Les negociacions entre tots dos països van començar el 9 de desembre de 1833 i van culminar el 14 de desembre del mateix any. Això va donar com a resultat el Tractat Michelena-Pombo, que va ser el primer acord internacional entre Colòmbia i Veneçuela. El text del tractat descrivia la frontera de la següent manera (sic):
| « | Artículo 27. La línea limítrofe entre las dos repúblicas comenzará en el cabo de Chichivacoa en la costa del Atlántico, con dirección al Cerro de Las Tetas; de aquí a la Sierra de Aceites i de este a la Teta Goajira; desde aquí, rectamente á buscar las alturas de los Montes de Oca i continuará por sus cumbres i los de Perijá hasta encontrar el orijen del río Oro, diferente del que corre entre la parroquia del mismo nombre i la ciudad de Ocaña; bajará por sus aguas hasta la confluencia con el Catatumbo; seguirá por las faldas orientales de las montañas, pasando por los ríos Tarra i Sardinata por los puntos hasta ahora conocidos como límites, irá directamente á buscar la embocadura del río de La Grita en el Zulia; desde aquí por la curva reconocida actualmente como fronteriza continuará hacia la quebrada de Don Pedro i bajará por ella al río Táchira; por este seguirá hasta su cabecera i desde aquí por la cresta de las montañas de donde nacen los ríos tributarios del Torbes i Uribante, hasta las vertientes del Nula, i continuará por sus aguas hasta donde se encuentra el desparramadero del Sarare; de aquí se dirijirá al sur á buscar la laguna del Sarare, i rodeándola por la parte oriental seguirá por el derrame de sus aguas al río Arauquita; por este continuará al Arauca, i por las aguas de este hasta el Paso del Viento; de este punto rectamente á pasar por la parte más occidental de la laguna del Término; de aquí al apostadero sobre el río Meta; y luego continuará en dirección norte-sur hasta encontrar la frontera del Brasil. | » |

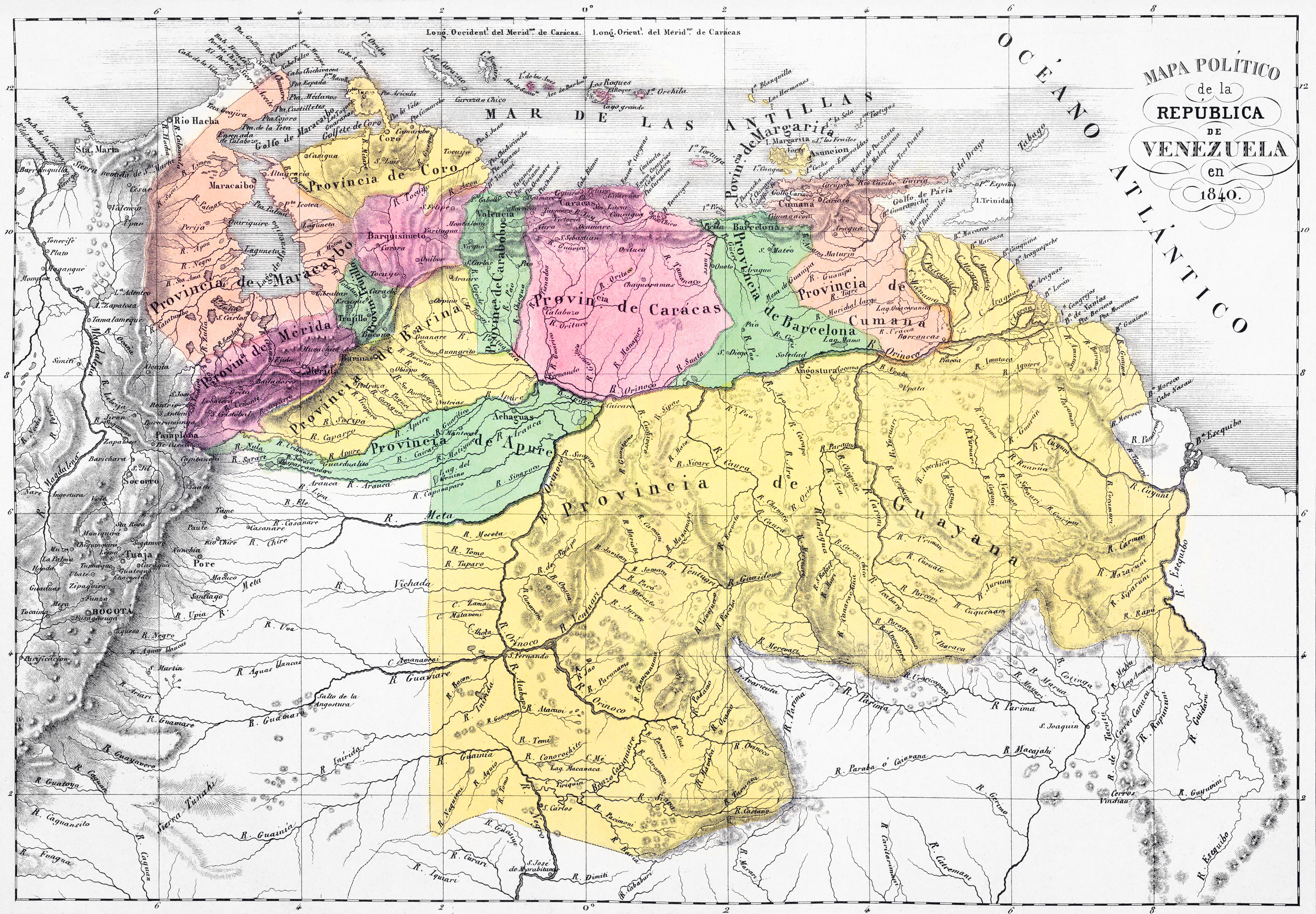
Mapa de Veneçuela en 1840, amb el traçat de la línia fronterera d'acord amb el Tractat Michelena-Pombo.

El Tractat Michelena-Pombo va ser aprovat pel Congrés de la Nova Granada en 1834, en tant va ser rebutjat pel Congrés de Veneçuela en 1835 per trobar-lo desfavorable a la nació en diverses de les seves parts. Després de malmès l'acord, l'executiu veneçolà va insistir que el Congrés tornés a examinar el tractat. Per això en 1842 es van reiniciar a Caracas les negociacions entre la Nova Granada i Veneçuela per crear un nou tractat d'amistat, comerç i navegació entre tots dos països, el qual havia de ser signat el 23 de juliol d'aquest mateix any. El Congrés veneçolà va aprovar un nou tractat el 29 d'abril de 1843. Malgrat això, l'assenyalament del traçat fronterer va quedar ajornat.
Entre 1844 i 1845 tenen lloc noves converses entre el general Joaquín Acosta i Fermín Toro, qui reconeix la validesa i el fonament de la reial cèdula de 1790 com el títol legítim de la Nova Granada sobre la Guajira. Però infortunadament no es va aconseguir res en matèria de límits perquè el govern de la Nova Granada volia sotmetre les diferències a l'arbitratge estranger, al que el govern de Veneçuela s'oposava. Aquesta situació d'indefinició va romandre inalterable fins al 14 de setembre de 1881, quan se celebra el Tractat Arosemena-Guzmán per mitjà del qual tots dos països prenen la decisió de sotmetre la seva diferència al procediment arbitral.

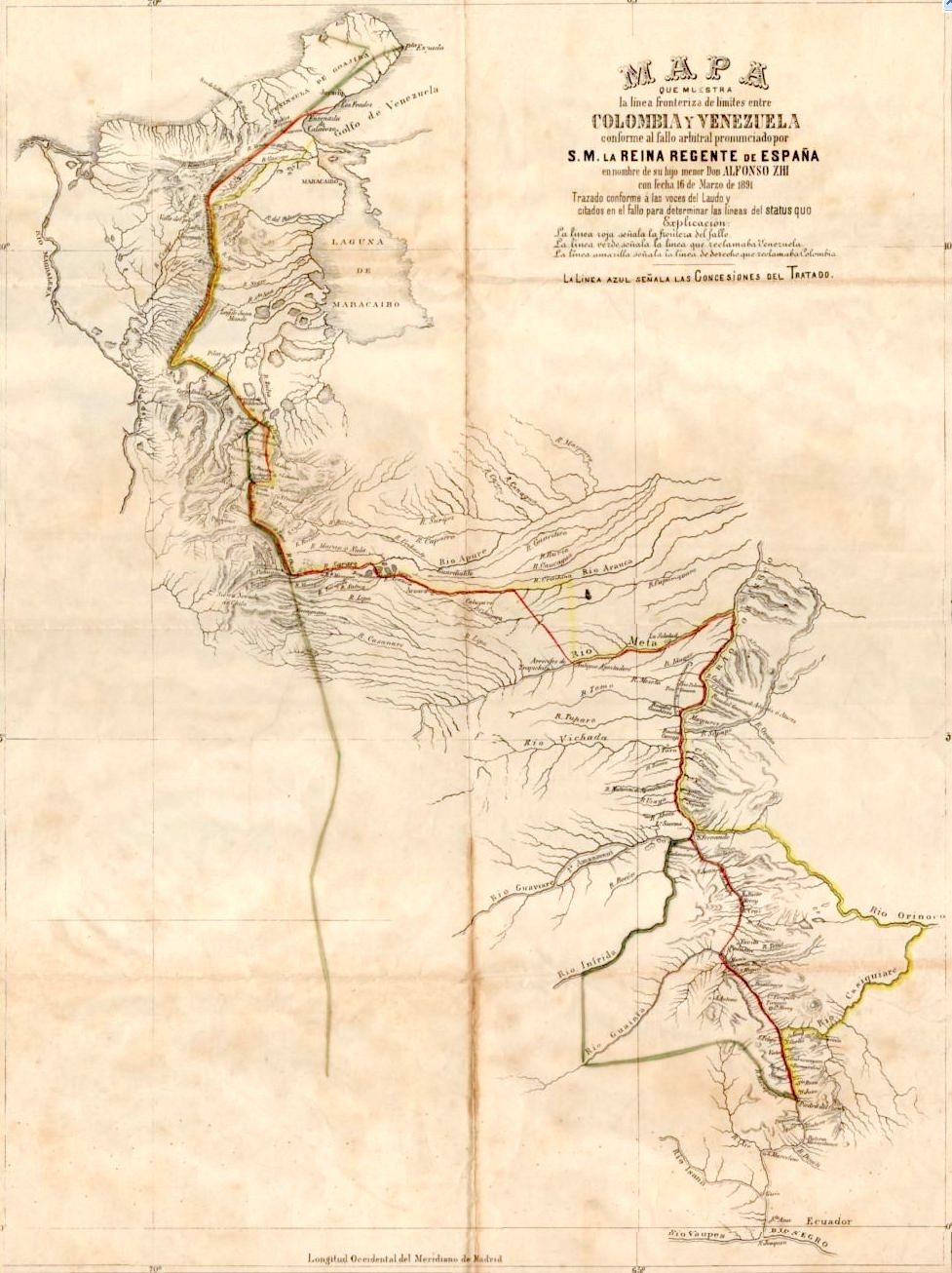
Mapa de 1900, amb la demarcació fronterera del Laude Arbitral Espanyol de 1891.

El 16 de març de 1891 es va dictar en Madrid el Laudo Arbitral de la Reina María Cristina d'Espanya, per mitjà del qual es va determinar gran part de les fronteres entre els dos països. El territori que va cobrir el Laude va ser: Guajira, Serranías Perijá y Motilones, San Faustino, Serranía Tama, Ríos Sarare, Arauca, Meta, Orinoco i Negro. Tanmateix aquest laude no va dirimir per complet certs inconvenients en el traçat (a més d'algunes falencias del mateix tractat, tals com la ubicació exacta de la fita nº 1, avui en Castilletes), per la qual cosa va ser necessari que es portés la qüestió davant del Consell Federal Suís, que va dictar sentència el 24 de maig de 1922 referent als territoris de San Faustino, Catatumbo, Zulia, Yavita, Pimichin, Arauca y Meta.
Entre 1901 i 1938 es van dur a terme les labors de demarcació i de col·locació de fites per part de la Comissió Fronterera Bilateral. A causa d'algunes discrepàncies entre la delimitació expressada pel laude arbitral espanyol de 1891, el laude suís de 1922 i la realitat geogràfica, les labors d'amollonament es van suspendre en 1932. Després de diverses negociacions, correccions i notes diplomàtiques sobre aquest tema es van reprendre aquestes tasques, que van culminar el 5 d'abril de 1941 a Cúcuta, quan els Ministres de Relacions d'Exteriors de Veneçuela, Esteban Gil Borges, i de Colòmbia, Luis López de Mesa van signar el Tractat de Demarcació de Fronteres i Navegació dels rius comuns entre Colòmbia i Veneçuela, també conegut com a Tractat López de Mesa-Gil Borges; en aquest acord ambdues parts reconeixen que la frontera ha estat completament demarcada, que les diferències sobre matèria de límits quedaven acabades i que reconeixen com a vàlides les labors d'assenyalament realitzades per la Comissió Demarcadora de 1901, la Comissió d'Experts Suïssos, i les que s'havien succeït i se succeïssin d'aquest moment d'ara endavant. Aquest tractat, definitiu, dona solució a les divergències en el riu d'Oro i a la regió del Sarare i conclou el procés d'amollonament; el bescanvi de ratificacions es va realitzar a Caracas, el 12 de setembre de 1941.

## Disputa al Golf de Veneçuela
Després de la signatura del Tractat de 1941 i la declaració de les nacions sobre el dret del mar, el problema de la delimitació de les àrees marines del Golf es va agreujar, ja que es considera que aquest posseeix una gran importància estratègica per l'existència de petroli en el mateix, la qual és una de les raons que motiven la disputa entre les parts en temps moderns.

La part nord de la frontera colombiano-veneçolana, inclòs l'arxipèlag Los Monjes.

Un dels principals problemes de delimitació en el Golf de Veneçuela sorgeix arran del reconeixement de la sobirania veneçolana que Juan Uribe Holguín, canceller colombià en 1952 va atorgar sobre l'Arxipèlag Los Monjes, durant el govern del president interí Roberto Urdaneta Arbeláez. El congrés colombià no va avalar l'actuació del canceller a causa que el reconeixement va ser mitjançant una nota diplomàtica, i tenint com a base les normes constitucionals colombianes relatives a la signatura i aprovació dels tractats públics, es prohibeix variar el territori sense el vistiplau del Congrés. Tanmateix, César Gaviria Trujillo, President de Colòmbia, recolzat en recomanació del Comitè de Relacions Exteriors, va aclarir en 1992 que Colòmbia no reclamaria les illes Los Monjes.
En 1954 van començar les negociacions directes entre els dos governs per arribar a un acord sobre la delimitació d'àrees marines i submarines. En 1958, la primera conferència de les Nacions Unides sobre el dret del mar va establir l'anomenada Línia Mitjana com a principi per demarcar les aigües compartides.
Colòmbia es va acollir a aquest acord, però Veneçuela no, per la qual cosa fins al moment no existeix cap tractat de delimitació d'àrees marines i submarines. En diverses oportunitats tots dos governs es van asseure a negociar, però no es va arribar a una solució del problema. Els primers intents de la negociació es van donar en 1969 en Paipa, Boyacá, on els presidents Carlos Lleras Restrepo de Colòmbia i Rafael Caldera de Veneçuela van signar la Declaració de Sochagota el 9 d'agost d'aquest any, converses que es van iniciar en 1970 i que van finalitzar a Roma en 1973 sense arribar a cap punt d'arranjament.
La concessió de prospecció petroliera per Colòmbia directament enfront de Castilletes en la dècada de 1960 caldeó la relació entre els governs de tots dos països. Després de llargues negociacions els presidents de tots dos països van acordar en 1975 fixar la delimitació marítima i fer un ús conjunt de les zones frontereres potencialment riques en petroli, la qual cosa va generar un fort rebuig a Veneçuela d'aquesta proposta.

La diferència limítrof al Golf de Veneçuela y i les hipòtesis proposades de solució.

A partir d'aquesta reacció, es va generar a Veneçuela la tesi de la costa seca (1980) la qual planteja que la totalitat del Golf de Veneçuela seria sobirania del país homònim i Colòmbia no tindria jurisdicció alguna sobre les aigües del golf, prenent el meridià de Punta Espasa com el límit entre els mars territorials de Veneçuela i Colòmbia. En el mateix any la Comissió Fronterera Bilateral va presentar la proposta coneguda com a «Hipòtesi de Caraballeda» per a una delimitació a la regió del Golf. A Veneçuela aquesta proposta va provocar fortes protestes per part dels partits polítics, militars i grups econòmics, socials, religiosos i científics. Al mateix temps va créixer el devessall de llibres d'autors més o menys competents en tots dos països que en molts casos no van fer més que publicar les seves conviccions i interpretacions de tendència nacionalista.
El 9 d'agost de 1987 es produeix la crisi de la Corbeta Caldas, en la qual l'embarcació abans esmentada va ingressar en aigües considerades per Veneçuela com a pròpies i per Colòmbia com en disputa. Això va provocar que el president Jaime Lusinchi ordenés una forta mobilització de les forces armades veneçolanes amb la intenció de dissuadir la incursió colombiana. Arran de la crisi va sorgir la Declaració d'Ureña, signada pels Presidents de Veneçuela i Colòmbia el 28 de març de 1989, en virtut de la qual es van designar els membres de la Comissió Permanent de la Conciliació, establerta en el "Tractat de No Agressió, Conciliació, Arbitratge i Arranjament Judicial de 1939", i de quatre alts Comissionats per fer l'inventari de les principals qüestions per examinar entre tots dos països i formular propostes de tractament i de solució.
De conformitat amb l'Acta de San Pedro Alejandrino, subscrita pels Presidents de Colòmbia Virgili Barco Vargas i de Veneçuela Carlos Andrés Pérez, el 6 de març de 1990, un dels temes a tractar pels Alts Comissionats de Colòmbia i Veneçuela és ell referent a la delimitació d'àrees marines i submarines. Des de llavors les negociacions respecte al tema han estat congelades.

## Situació social
La gran extensió del límit hi dificulta el control dels moviments humans, especialment per part de Colòmbia, que té en estat d'abandó la seva zona fronterera (la qual cosa es posa en evidència en comparar les xifres de militars apostats: Veneçuela compta amb més de 20.000 homes, repartits entre 17 unitats entre bases, brigades i batallons, mentre Colòmbia solament arriba a 4.000, repartits en 9 unitats).
Un altre gran problema és la freqüent incursió de grups al marge de la llei. En el costat colombià fan presència les forces de les FARC i el ELN que realitzen indeterminats creus de la frontera. Es calcula que cada grup té cinc fronts a la frontera, a causa de la facilitat de passar d'un costat a l'altre sense cap control ni restricció.
El contraban és una altra qüestió que genera frecs en les relacions colombo-veneçolanes, en el que té a veure amb la frontera. Igualment succeeix amb els indocumentats i el constant pas de productes sense registrar d'un costat a un altre.

## Traçat de la frontera

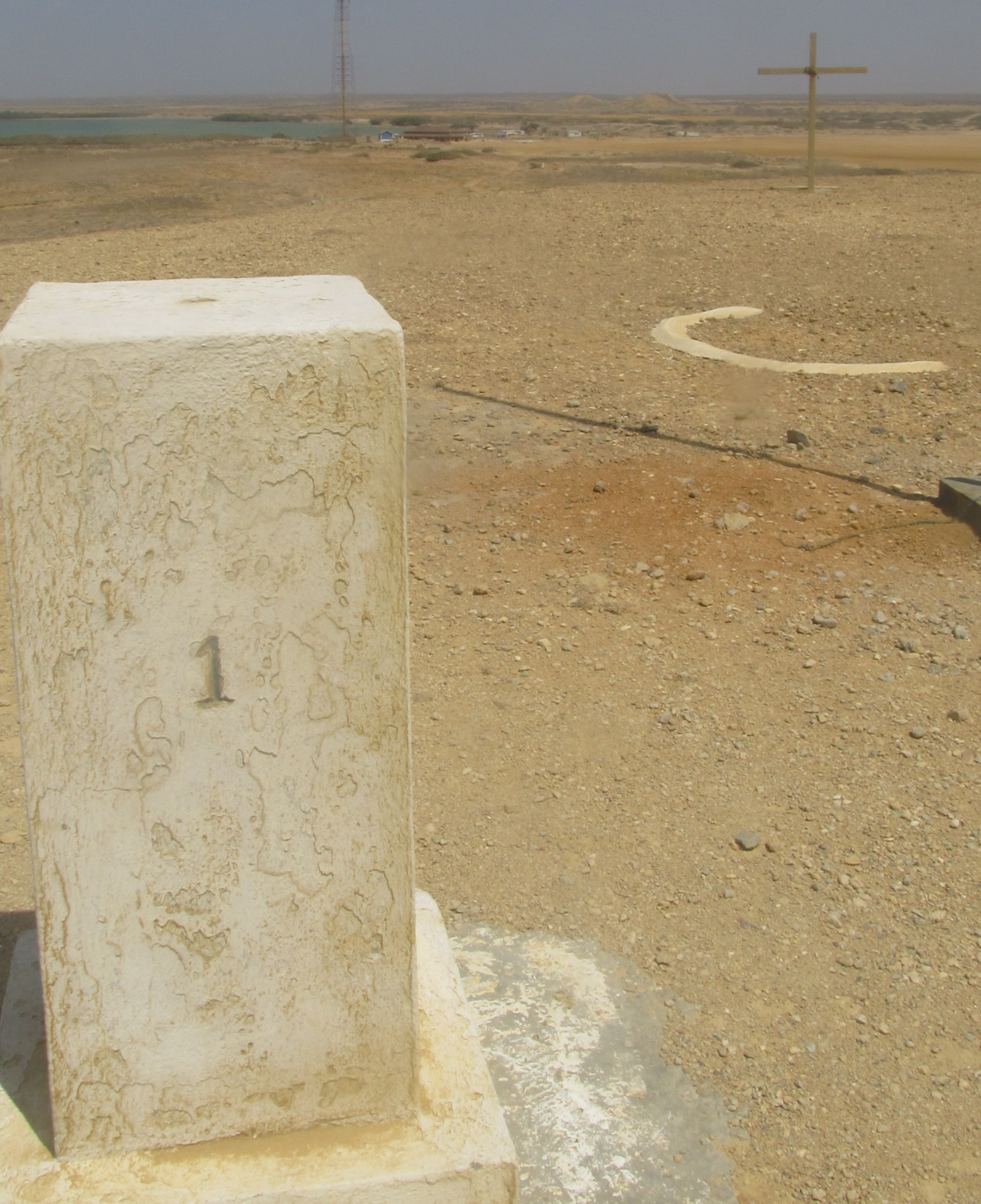
Primera fita entre Colòmbia i Veneçuela.

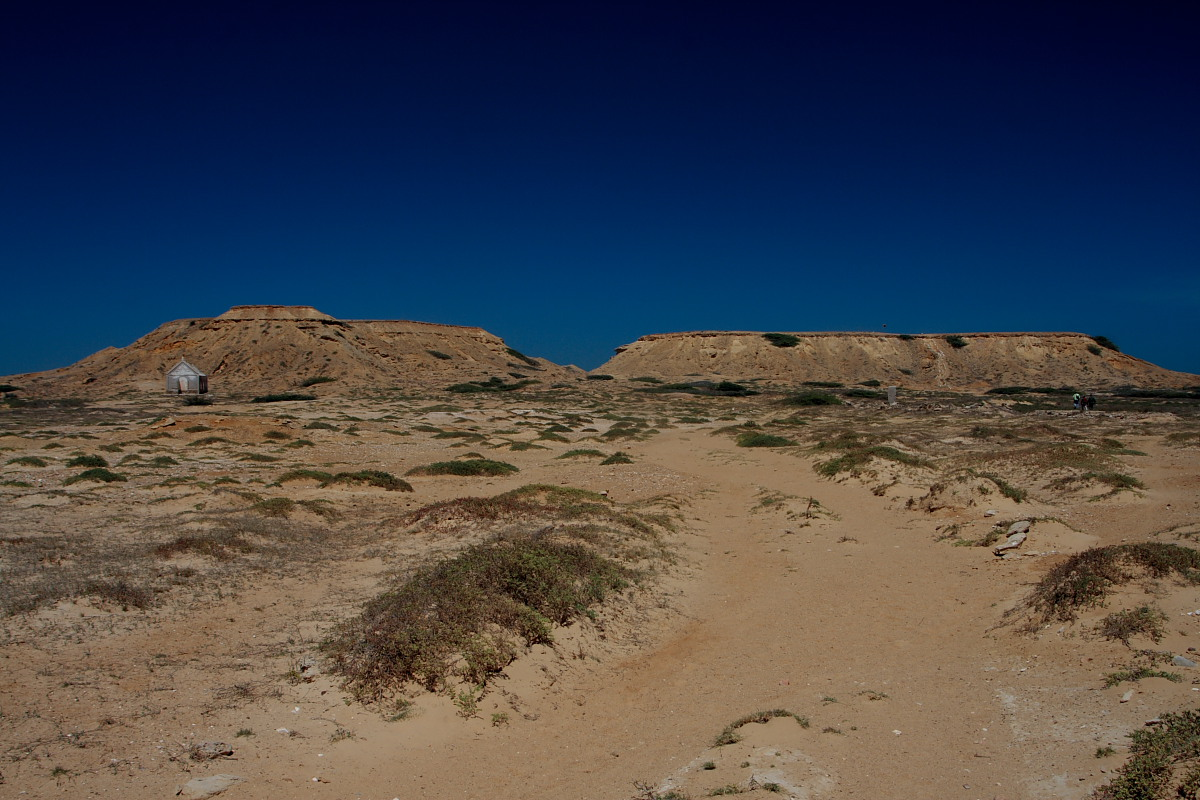
Vista dels morros de Castilletes; al costat dret es troba la fita nº 1 del límit.

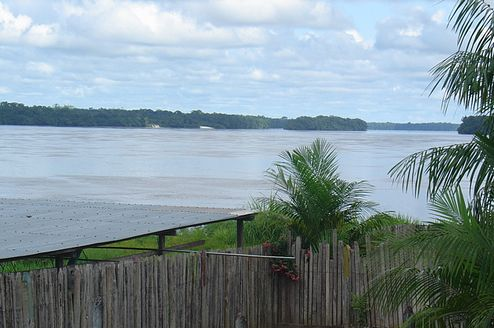
Illa San José.

Segons aquests tractats, els límits entre Colòmbia i Veneçuela són els següents:
| « | - Des de la Badia de Cocinetas en la península de la Guajira es marca una línia recta que pren l'adreça dels Montes de Oca en l'Alt del Cedro - D'est continua per la Serranía del Perijá fins a la capçalera del riu d'Oro, seguint el seu curs fins a la seva desembocadura en el riu Catatumbo. - D'aquesta confluència es traça una recta que va fins a la confluència dels rius Tarra i Sardinata, i una altra que va fins a la del Zulia. - Aigües a dalt pel riu Zulia fins a on rep la quebrada La China, la qual se segueix fins al seu naixement. - D'allí per la serralada fins a trobar l'origen de la quebrada San Pedro, i per aquesta fins al Pamplonita. - Es continua per aquest fins a arribar a les boques del Táchira, seguint el seu curs aigües amunt fins a l'Erm de Tamá. - Dels cims de l'erm fins a trobar el riu Sarare, per passar després a l'Arauca. - Es recorre el riu Arauca fins al lloc conegut com Montañitas, d'on es traça una recta fins a l'Illa Culebra en el Meta. - D'aquest punt se segueix pel curs del riu Meta fins a la seva desembocadura en el riu Orinoco. - Després aigües amunt de l'Orinoco fins a la boca de l'Atabapo. - L'Atabapo riu amunt fins a la desembocadura del Guasacaví. - Des d'allí es dibuixa una recta fins al riu Guainía. - El qual se segueix fins a l'Illa San José, davant de la Pedra del Cocuy. | » |